# Baltus Hendrik Pekelharing

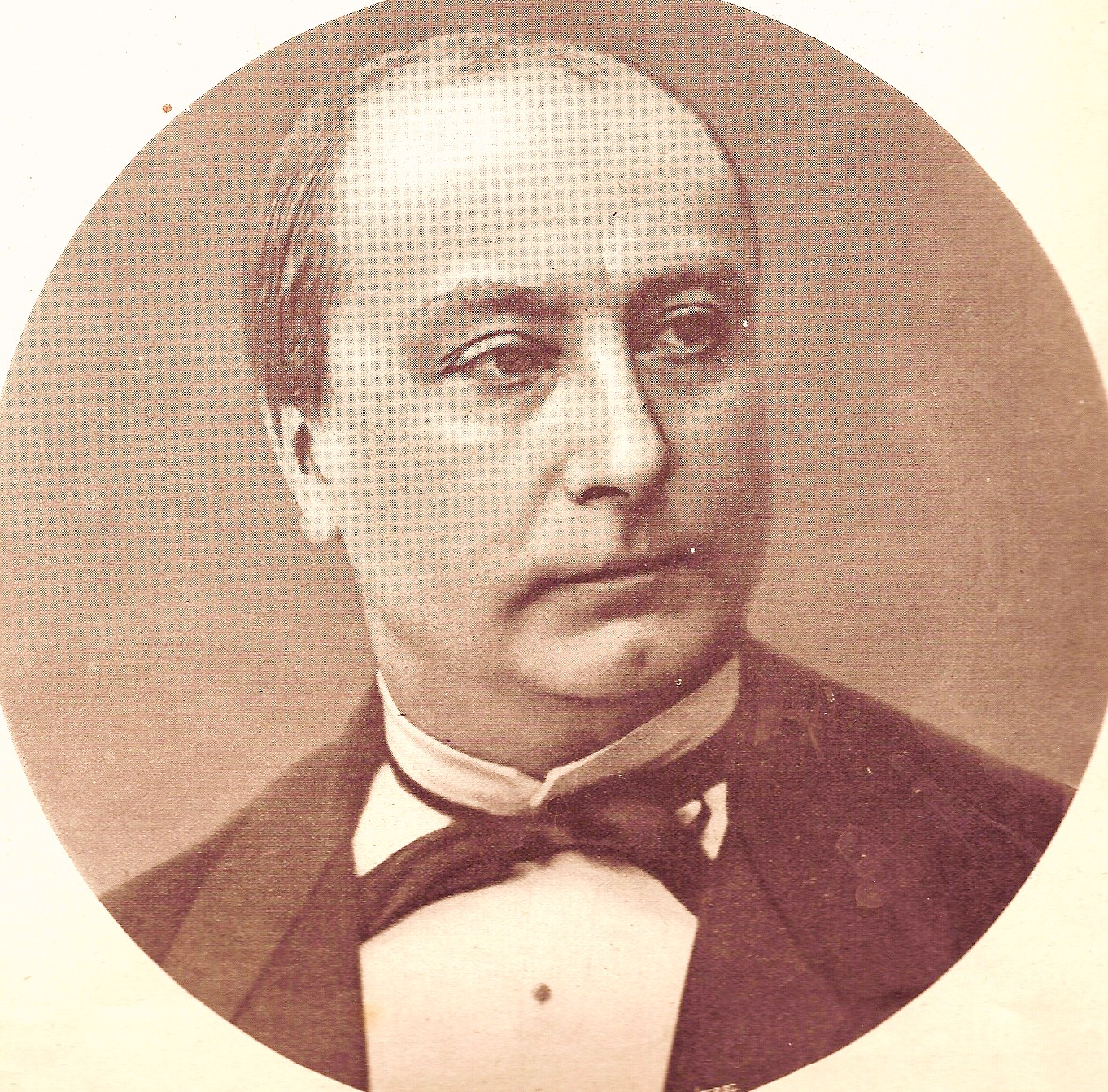
Baltus Hendrik Pekelharing.

Baltus Hendrik Pekelharing (Krommenie, 17 juni 1841 - Den Haag, 30 januari 1922) was een Nederlandse hoogleraar in het staats-, administratief en handelsrecht en in de staathuishoudkunde aan de Polytechnische School te Delft.

## Levensloop
Pekelharing groeide op in een doopsgezinde gezin in Krommenie en Zaandam, waar zijn vader gemeentegeneesheer was. Hij volgde de
Latijnse school in Zaandam en studeerde vanaf 1858 rechten aan de Universiteit Leiden, waar hij in 1862 promoveerde tot doctor in de rechtswetenschappen.
Hij werkte tot aan 1866 aan de provinciale griffie in Noord-Holland en werd toen benoemd tot leraar in de staatswetenschappen, de aardrijkskunde en het boekhouden aan de Hogere Burger School en in de staatshuishoudkunde aan de burgeravondschool te Zutphen. Hoewel Pekelharing door zijn ernstige studies een uitgebreide wetenschappelijke kennis verworven had van de vakken die hij doceerde, wilde hij daarop graag een officieel stempel. Daarom haalde hij daarop spoedig de akten M.O. voor boekhouden en staathuishoudkunde.
In 1867 trad hij op als redacteur van de Zutphense Courant en werd kort daarna medewerker en correspondent van de nieuw opgerichte krant Het Vaderland. Pekelharing werd uiteindelijk een aanhanger van het kathedersocialisme. In 1873 aanvaardde hij het hoogleraarschap aan de toenmalige Polytechnische school te Delft, bestemd voor de opleiding tot ingenieur.
Hij werd landelijk bekend door zijn aanstelling in 1870 als secretaris van het Comité ter bespreking der sociale kwestie. Hij bleef die functie vervullen totdat het comité in juni 1880 werd opgeheven. Het doel ervan was het hogere echelon te betrekken bij noodzakelijk geachte maatschappelijke veranderingen. Een voortzetting was in 1879 de instelling van het Comité voor Algemeen Stemrecht, waarvan Pekelharing secretaris en een tijdlang ook voorzitter was.

## Onderscheiding
- Ridderkruis in de Orde van de Nederlandse Leeuw.

## Publicaties
- 1859. Redevoering over de vraag: "Waartoe dient in den tegenwoordigen tijd de beoefening van het Romeinsche regt in Nederland?". Acad. rede Leiden, 5 maart 1859. Haarlem: Bohn.
- 1883. Schets van het Nederlandsch staatsbestuur en dat der overzeesche bezittingen. Met Lambertus Eduard Lenting. 5e uitg. bew. door B.H. Pekelharing. 's-Gravenhage: Van Cleef.
- 1899. I.D. Fransen van de Putte. Haarlem : Tjeenk Willink. (Over Isaäc Dignus Fransen van de Putte)
- 1906. Mr. A. Kerdijk. Haarlem : Tjeenk Willink (over Arnold Kerdijk)